# Centralni bantu jezici zone L
Centralni bantu jezici zone L (privatni kod: cnbl) skupina od (14) centralnih bantu jezika iz Demokratske Republike Kongo i Zambije. Prdstavnici su::
a. Bwile (L.10) (1): bwile;
b. Kaonde (L.40) (1): kaonde;
c. Luba (L.30) (6): hemba, kanyok, luba-kasai, luba-katanga, lwalu, sanga;
d. Nkoya (L.50) (1): nkoya;
e. Songye (L.20) (5): bangubangu, binji, kete, luna, songe;

## Vanjske poveznice
- Ethnologue (14th)
- Ethnologue (15th)